# 北極熊
北極熊（意即“海熊”）又稱白熊或冰熊，是位於北極地區的一種大型肉食性哺乳動物，北極熊是現存體型最大的熊，是顶级捕食者之一，也是現存陸地上最大的食肉動物，約四十萬年前（也有不同的學者認為是十五、二十、六十甚至上百萬年前）由古代棕熊演化而來。

## 活動範圍
北極熊是一種能在惡劣酷寒的環境下生存的動物，活動範圍主要在北冰洋、即北極圈附近，而最南則可以在有浮冰出沒的地方（現時找到牠們的最南點為加拿大的哈德森灣最南處的詹姆士灣）。而最北可以在北緯88度找到牠們，牠們分布在北極點。國際自然保護聯盟中的物種存續委員會把北極熊的棲息地劃分為十九個地域以做科學研究目的，分佈在五個國家：阿拉斯加（美國）、加拿大、俄羅斯、挪威、格陵蘭（丹麥）。
由於浮冰是北極熊捕食海豹和魚類 賴以生存的重要棲地，因此這些地點皆是海冰佈集的區域、或是母北極熊生育小北極熊的育哺洞穴的重要所在地。
牠們的主要活動中心為：
- 弗蘭格爾島（位於俄羅斯，為母北極熊哺育小北極熊最重要的地域之一[10]）
- 北阿拉斯加及西阿拉斯加（美國）
- 加拿大西北地區及其內的群島（加拿大）
- 格陵兰周邊海域（丹麥）
- 斯瓦爾巴-法蘭士約瑟夫地群島（挪威）
- 俄羅斯西北部岸邊及海冰域（俄羅斯）

北極熊一般被定義為獨居性動物，除了養育小熊的母熊（小熊由母熊单独抚养）、或交配期間公母熊在一起的兩三個星期間外，他們幾乎都獨自活動、到處捕獵，因此範圍可以非常之大。根據科學家追踪個別母熊的記錄，發現不同母熊的活動範圍有明顯不同，小到200平方公里、大可到96萬平方公里。
近幾十年來因為溫室效應（或稱全球暖化）造成海冰不斷消退、北極熊覓食困難、不斷地需要找尋新的狩獵地域、加上北極圈的嚴重海洋污染等因素，北極熊已面臨到嚴重的生存危機。許多科學家和生態保育專家擔心，北極熊可能在21世紀內絕種。
這個趨勢可以由牠們活動範圍的最北點、不斷進行長游、向南覓食看得出來。

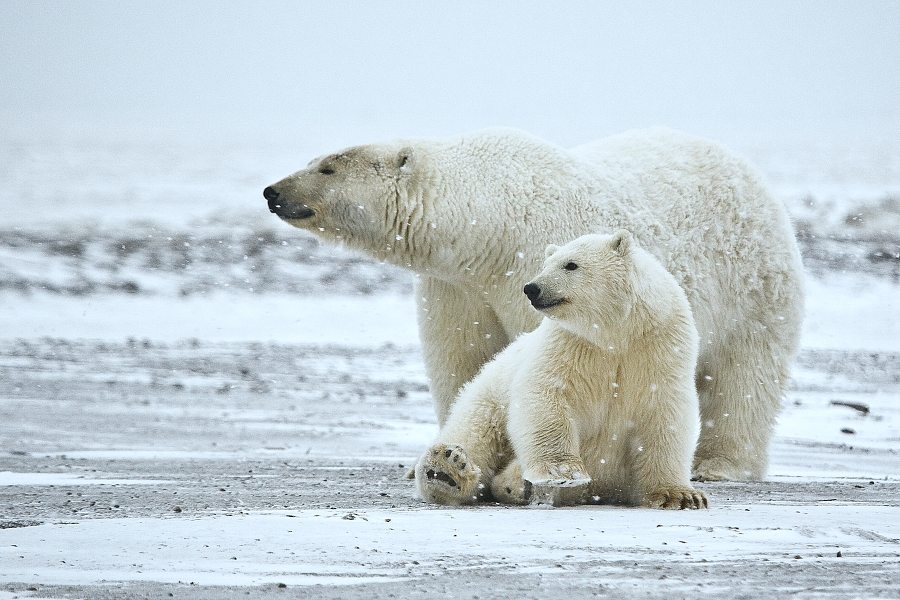
由於北極熊的既有的棲息地受到嚴重破壞，北極熊已面臨到嚴重的生存危機

由於北極熊已在幾十多萬年以來、演化為適應極寒帶的肉食動物，除了北極之外，在地球上牠們可以適應的地區，可能只有酷寒的南極圈。但由於北極熊的人為移居會對南極圈的既有生物系統產生巨大的衝擊、甚至毁滅性的破壞，因此許多科學家或北極熊保育專家反对將牠們用人為方式移居到南極圈。

### 保育
世界自然保護聯盟物種紅色名錄（IUCN Red List）将北极熊列為易危VU。為了保護他們，在IUCN北極熊專家组的极力促成之下，1973年所有北极熊的分布國共同签署了《全球北极熊保护协定》，就移動、保護和管理北極熊做了詳細約定。1975年，《濒危野生动植物种国际贸易公约》（CITES）正式生效，北極熊被列入CITES附录Ⅱ，1992年熊科整科被列入CITES附录Ⅱ。

## 特征
在所生存的空間裡，北極熊位於食物鏈的最頂層。健康的北極熊會擁有極厚的脂肪及毛髮，以在北極這種極端嚴寒的氣候中生存。其中白色的外表在雪白的雪地上是良好的保護色。北極熊是游泳健將，主要在海冰上捕捉海豹為食。

### 分類、演化與生理構造
北極熊是熊科熊属动物。科學家已有共識並認為北極熊是由棕熊演化出來，但對於演化的時間點還存在爭議。過去大部分的科學家認為北極熊是最現代的熊，約15萬年前演化出來，但新的DNA技術令有些科學家認為它們是在約60萬年前演化出來。北極熊能與棕熊雜交出有生育能力的后代，尤其北美洲的棕熊亚种灰熊在野外會與北極熊雜交出介於两者間的灰北極熊（Ursus maritimus × Ursus arctos），基因分析顯示两者仍不時發生基因交流，使得灰熊成為了與北極熊关系最親近的棕熊亞種，這也意味着北極熊與棕熊之間還未形成完整的生殖隔離。
也有科學家認為，不同區域間的北極熊，基因幾乎變化性不夠大，因此在面臨氣候變遷的危機，北極熊缺乏多樣性的基因，容易導致他們全面性滅絕。
北極熊的皮膚其實是黑色，透明的毛髮在陽光及冰層的反射下看起來是白色，使牠們能夠在冰層上悄悄的跟蹤並突襲獵物。由於毛髮是保暖的關鍵，當毛髮髒污、或因下水而沾有鹽分時，會影響其保暖的效能，因此北極熊一般都會注重整理毛发。母熊會仔細地舔拭、整理小熊的皮毛，成熊則用全身抖動、雪地上打滾、找淡水水源清洗自己的方式來維持清潔。
由於小熊的脂肪層不夠豐厚、散熱體積比率大，在水中容易失溫，因此母熊會儘可能不讓小熊入海。當母熊因為週邊海冰不夠、食物來源不足、而被迫必須長泳覓食時，跟在母熊後的小熊，往往會溺死在海中。
由於北極熊在幾十萬年間已發展為在極端酷寒中，依舊可以有效率保溫的體質，牠們的皮毛會有效鎖住熱氣、讓體熱不致流失，少數的熱量、只能從四肢的腳掌及臉部散逸，因此在全球暖化的過程中，也容易造成過熱死亡。
北極熊的身體結構，讓牠們可以在捕獲獵物後、可以在半個鐘頭內吃下體重約10%的食物，並在一頓吃下約20%體重的食物。因此在狩獵豐碩時，可快速讓體重飆高。而在長期間缺乏食物，尤其八九月間、等待海冰重新凝結時，可本能地降低活動量、以減低熱量消耗。大幅度的體重改變、加上近乎全脂肪的飲食型態，卻不會像人類般造成心血管疾病或糖尿病等問題。
研究者针对棕熊和北极熊的一项比较基因组学研究，发现北极熊的毛色改变和高脂肪饮食，都在基因水平有所体现。它们与脂肪运输和脂肪酸代谢相关的基因发生了功能性變異，其中最典型的是編碼所谓“壞膽固醇”的低密度脂蛋白主要蛋白質成分的APOB基因。這些變異使得它们能夠適應高脂肪的飲食，而不會像人類一樣，罹患動脈硬化或心血管疾病等肥胖病。這些基因或許對我们了解及治療人類相關的高脂肪食物和心血管疾病有啟發。

### 體型及體重

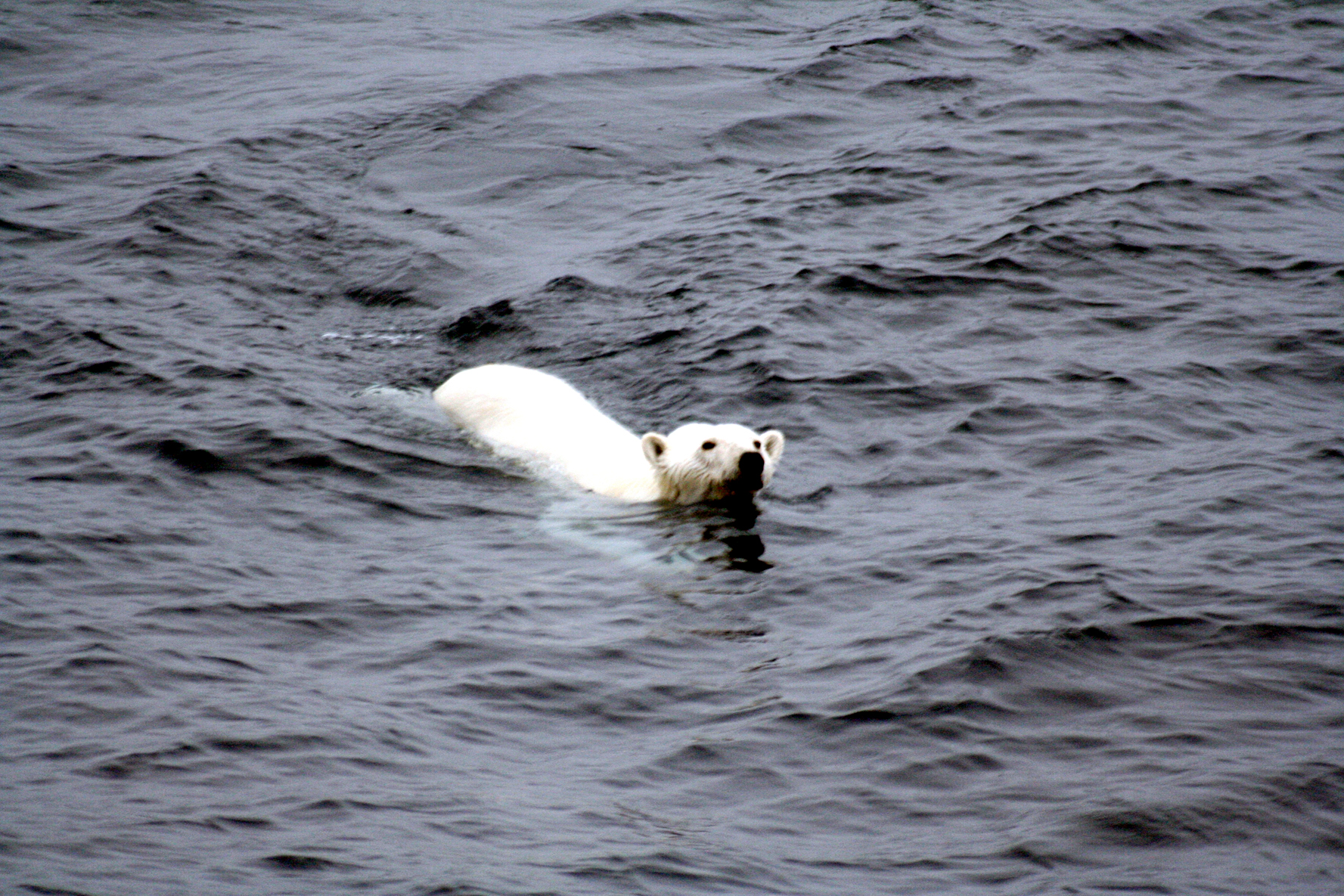
北極熊雖然擅長長距離游泳，以便在不同的海冰上找尋海豹，但是仍無法在海中捕獵，牠們還是要仰賴海冰的存在才得以捕到海豹、生存下去

北極熊和部份的灰熊，是現今體型最大的陸上肉食性動物。出生時的小熊、到三四個月左右，公母熊的重量都差不多，惟公熊的頭圍會較大，之後的高度和重量，就會因性別不同，開始有很大的差異。一般來說，成年公熊直立起來可高達8.3英尺（約2.5公尺），最重可重達798公斤，相當於3－4隻公非洲獅。成熊母熊體型會小得多，但也達約449公斤、2.1公尺。
儘管身軀龐大，為了捕捉海豹，北極熊其實相當靈活，奔跑的時速可以达到25英哩（約時速40公里）。由于需要在不同的海冰層、島嶼、或冰間湖間捕捉海豹，北極熊也擅长游泳，能以6英哩的速度（約時速10公里）、一天游約60英哩（約97公里）遠。他們游泳時，前面兩掌如同船槳般、在水中交互滾動前進。
由於全球暖化，各海域的海冰在不斷地消退中、北極熊有時為了找尋海冰上的海豹，一游需要好幾天無以進食，消耗極大的體力。科學家估計，全世界的北極熊現今只剩不到兩萬五千隻，面臨絕種的危機。

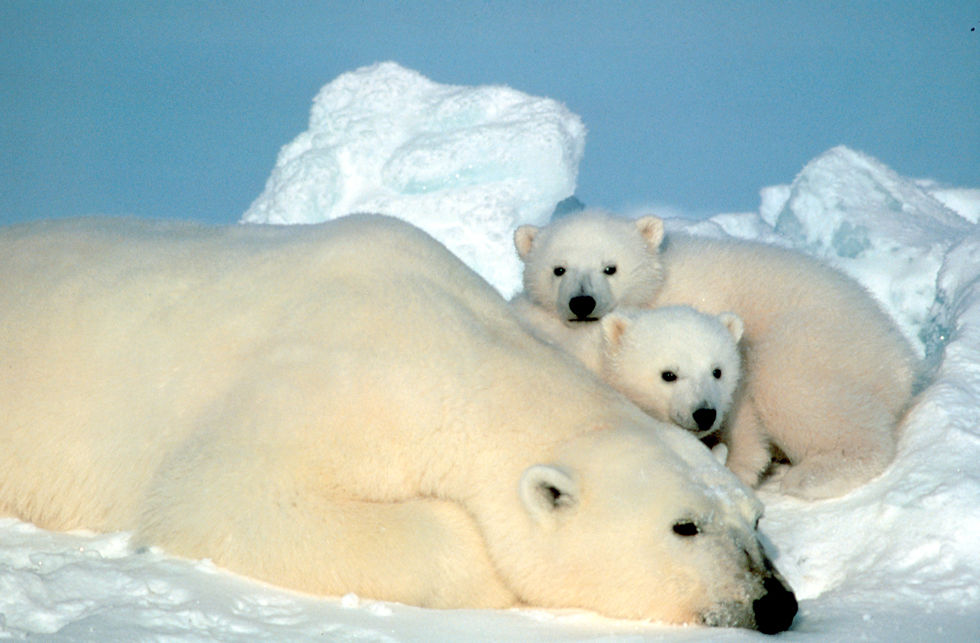
剛出哺育洞穴的小熊、依偎母親身旁。牠們出哺育洞後，約會待在附近一兩個星期，再由母熊領著小熊前往海冰捕獵覓食

### 交配、冬眠，與養育後代
北極熊是熊類中，生產量最低的種類之一。由於小熊賴母熊以維生的時間很長，母熊一生中，大約只會生產5胎，而隻數平均約兩隻，遠低於其先祖灰熊。北極熊養育後代的責任，完全落在母熊身上，一般可長達2年半、甚至有3年的記錄。成年的公熊在春天時會積極地找可交配的母熊，有時追隨一隻母熊的氣味，可長達數日甚至上週。母熊一般不會主動，甚至會測試公熊的體力來決定是否要與之交配。由於養育小熊的母熊不會發情，因此可交配的母熊，數量往往比可交配的公熊還少，造成有多隻公熊彼此咬打、競爭一隻母熊的情況，這時母熊大多會靜觀其變，因為母熊獨立養育小熊的時間较长，牠們要確定下一代的基因夠強壯、可以生存。
公熊追求到母熊後，他們會在一起長達數星期，但結束後，雙方會分頭覓食，也許之後再也不會見到面。如果母熊可以在冬季之前捕到足夠的海豹、儲存夠豐碩的脂肪，牠就會在冬季（約十月底到十二月初）到特定地點、找適當的位置，開始挖雪來打造牠自己的哺育洞穴，準備生育小熊。有科學家發現，在適當機會，母熊也會利用其他母熊以往離棄的既有哺育洞穴，以減少造洞的力氣、儲存自己的能量來哺育小熊。和牠們的近祖灰熊不同，北極熊只有懷孕的母熊才會冬眠。由於冬季是獵捕海豹的重要季節，因此公熊和未懷孕的母熊，並不會冬眠。
雌性北極熊的懷孕期並不一定，要看母熊的體能和氣候狀況決定，但北極熊的嬰兒通常會在早冬出生。而雙胞胎的比率最高，也有一隻或三隻，最高紀錄為一胎四隻，但非常罕見，以科學家追踪記錄來算，平均是1.7隻。一般而言，除了基因可能會有影響外，母熊年紀、體能和脂肪儲存量，是決定小熊隻數的重要關鍵。與其他「熊屬」的熊相似，剛出生的北極熊十分幼小，只重幾百公克、眼睛和耳朵的功能還沒發展健全。牠們所喝的母奶有1/3以上是脂肪，營養豐富，因此生長得非常快速。大約一個月大時，牠們的眼睛才會打開，在一個半月大時，牠們能夠步行。母熊待在哺育洞穴中一般是4個月，但記錄最長有八個月，之間不吃、不喝、也不排泄，除了昏睡，牠們本能地舔拭及哺育小熊。
由於在洞內長時間的不吃不喝地餵哺小熊，離開哺育洞穴的母熊，比剛進去時、體重可降低甚至一半以上，因此急需捕獵、以補充體能。雖然如此，母熊會有耐性地等待一兩個星期、讓小熊適應外面的環境後，才正式離開哺育洞穴。加拿大的曼尼托巴的瓦布斯克国家公园，可見有遊客或攝影團隊，前往拍攝甫出哺育洞穴的母熊及小熊。
小熊一般會跟在母親身邊長達2年半、甚至3年、感情親密。在此过程中小熊會逐渐斷奶，開始食用母親獵捕到的食物，並跟著母親學習各種在未來獨立後、賴以生存的狩獵技能。
小北極熊最大的天敵是成年的公熊，有記錄公熊追殺小熊、甚至少數有吃食的情形，因此有小熊的母親，都會儘量避開公熊，但在必要時、僅管體型可能只有公熊的一半，母熊仍會努力捍衛小熊。
由於小北極熊在三歲前狩獵的經驗不足，幾乎仰賴母親的乳汁、或獵捕、找到的食物生存，當母親的食物來源不夠時，本身的乳汁也會枯竭，以致小熊餓死，因此一般而言，只有經驗豐富、擅於捕獵的母親、才能夠讓小熊在北極嚴酷的環境中生存下來。

### 食物與獵捕

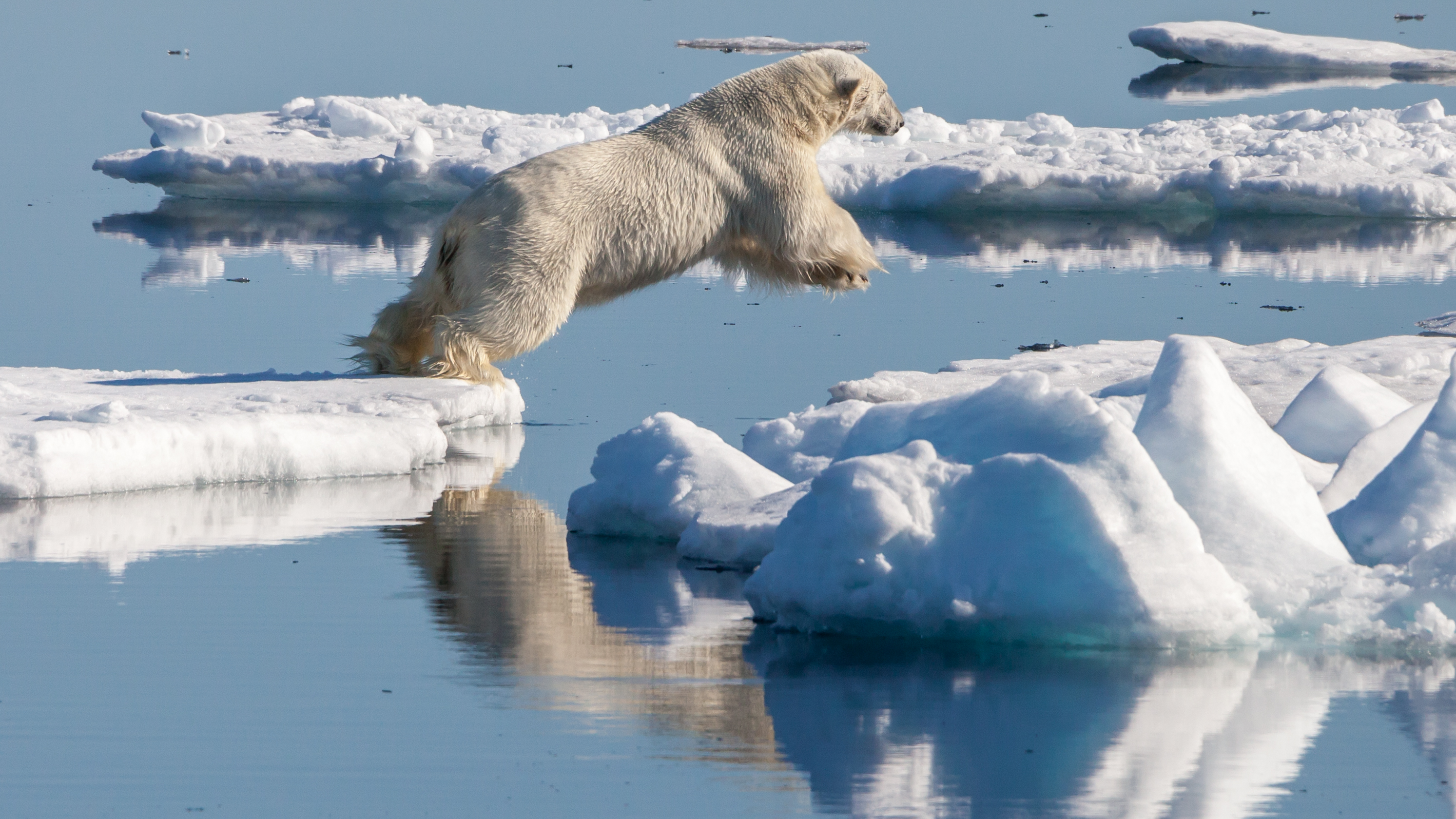
這隻雄性北極熊追丟髯海豹後，在浮冰間跳躍，尋找下一隻獵物

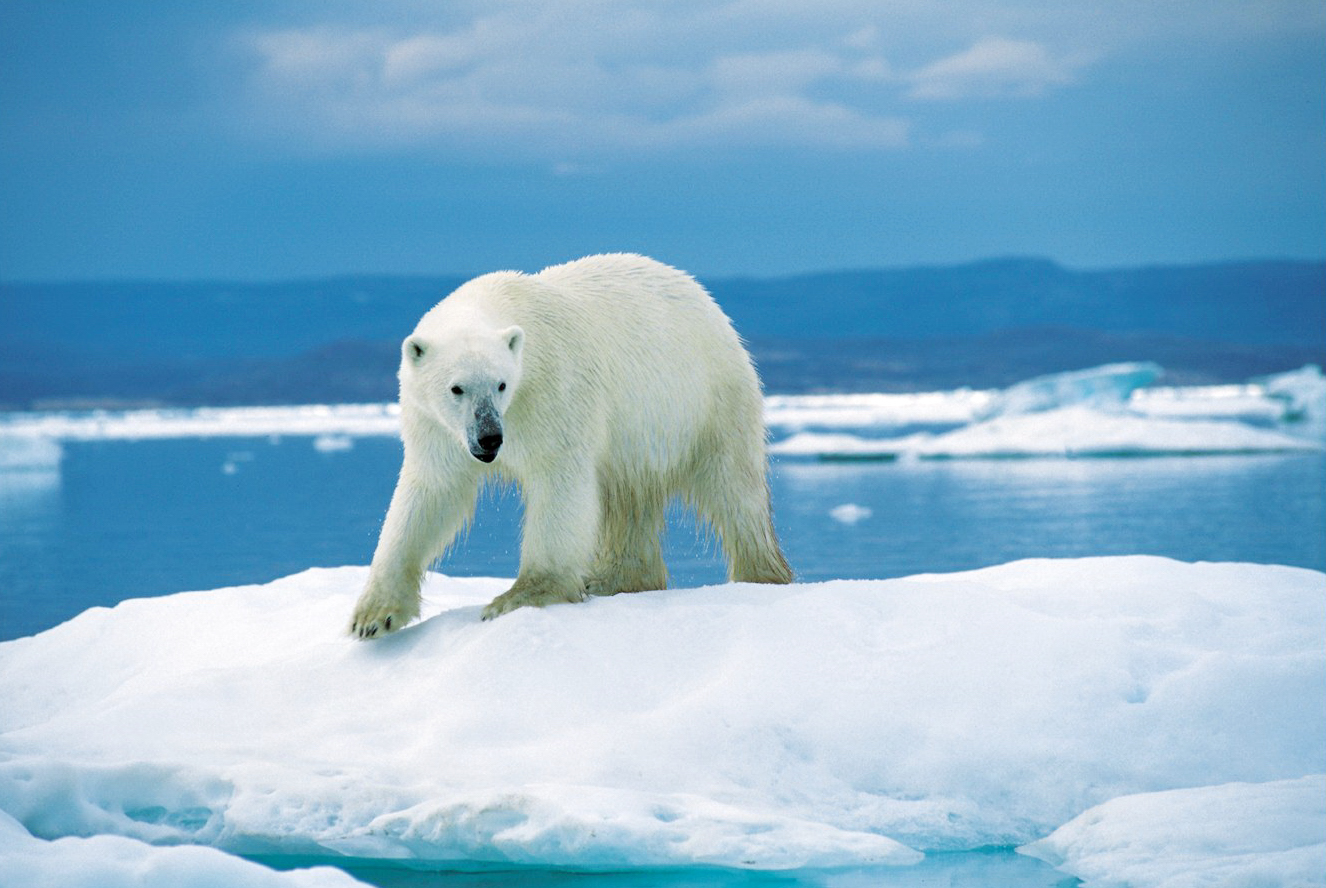
當海冰消退時、會很快成為開放海域上的海冰，讓北極熊非常不容易獵捕到海豹

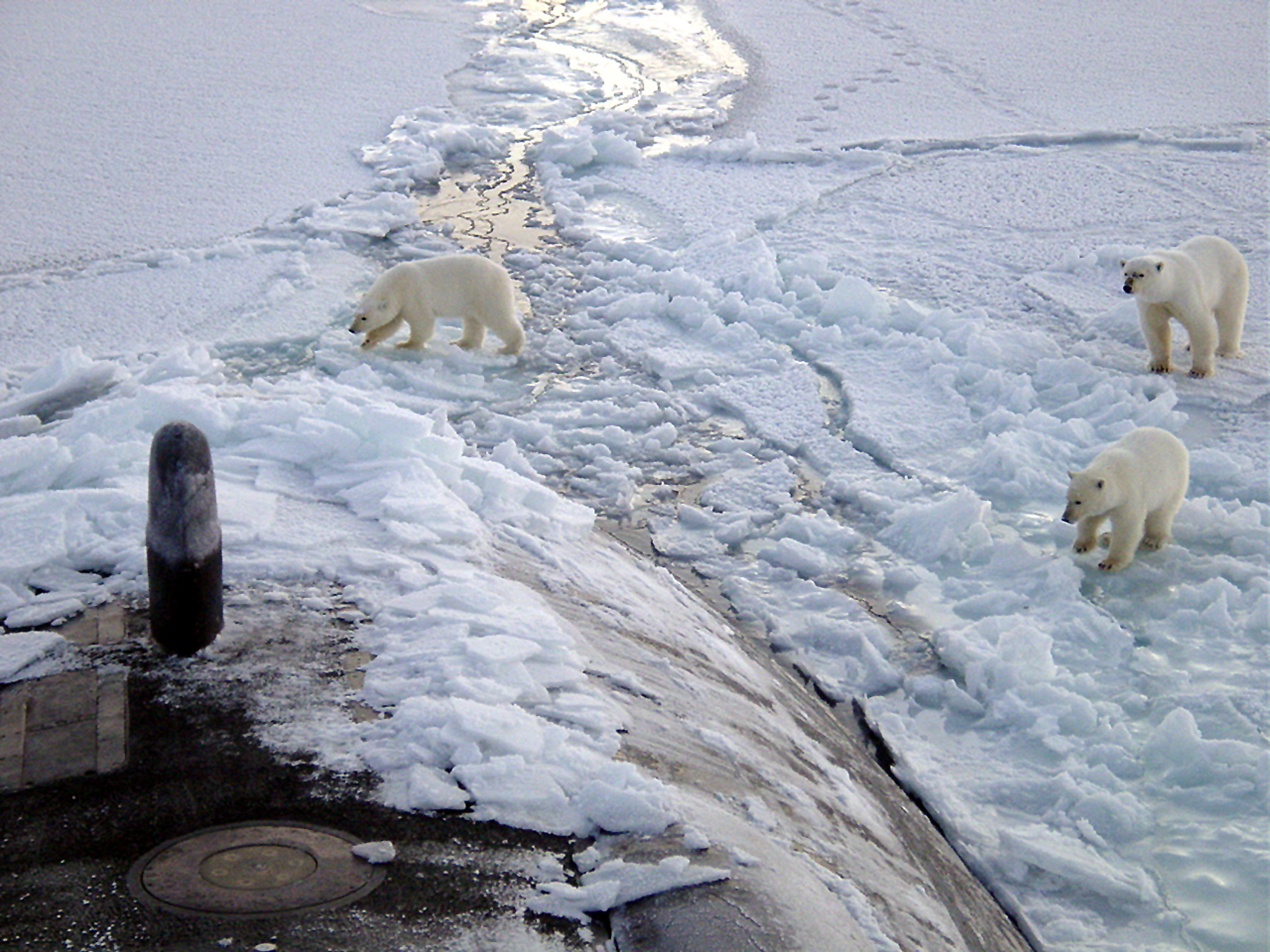
北極熊是好奇心強的動物。圖為在北極出任務的洛杉磯級攻擊型核潛艇，吸引了三隻北極熊前來一窺究竟。

幾十萬年來，在北極酷寒的環境中，北極熊已演化全幾乎完全的肉食性動物，少數食用的植物為海草、或夏天凍原間偶有的藍莓等，但只能用以補充其礦物質，無法提供生存所需的熱量。他們賴以生存的熱量，幾乎百分之九十需要仰賴獵捕不同的海豹。北極熊的嗅覺非常敏銳，是獵犬的七倍左右，可聞到幾公里以外的海豹，並可找到一兩公尺以下雪層的海豹。
北極熊是很聰明、充滿好奇、學習力強的動物。牠們的獵捕技巧完全學習自母熊，有冰上追踪、水面追踪、游泳跟蹤、耐性守候、破冰襲擊、直接攻擊、聲東擊西等等不一而足。由於海冰可以瞬息萬變、海豹的警覺性很高，他們必須要在冰上世界學習去靈活地運用各種不同的技巧捕獵，才能生存下去。
一般人可能認為北極熊捕食海豹輕而易舉，事實上，在穩固又適宜的海冰、或冰間湖上，北極熊獵捕五六次的成功機率，可能只有一次。而在開放海域上的海冰，獵捕成功的機率會降到百分之五以下。每二十次的獵捕，可能只有一次會成功。在海中海豹遠較北極熊靈活、下潛速度快，此外北極熊無法閉氣過久（一般是一分多鐘，而海豹可達40幾分鐘），因此北極熊幾乎無法在海中追捕到海豹。在開放海域上的海冰，海豹極容易潛入海水逃脫，導致北極熊成功獵捕的機會很低。
北極熊在獵捕到海豹後，會先食用其身上的脂肪層，因為那是攝取惟生所需的熱量最重要來源。擅於捕獵的北極熊、尤其是壯碩的公熊，有時會把獵物的脂肪層吃完後，其他棄而不食，就會成為其他年輕或老年公熊、母熊及小熊們在飢餓時的食物來源。北極熊的食餘，尤其在嚴酷的北極冬天時、是其他極帶動物賴以生存的食糧來源，例如北極狐。因此科學家會觀察到，成年的大北極熊身後，有時會跟著一隻雪白的北極狐。

#### 食物來源
北極熊主要的食物來源有以下：

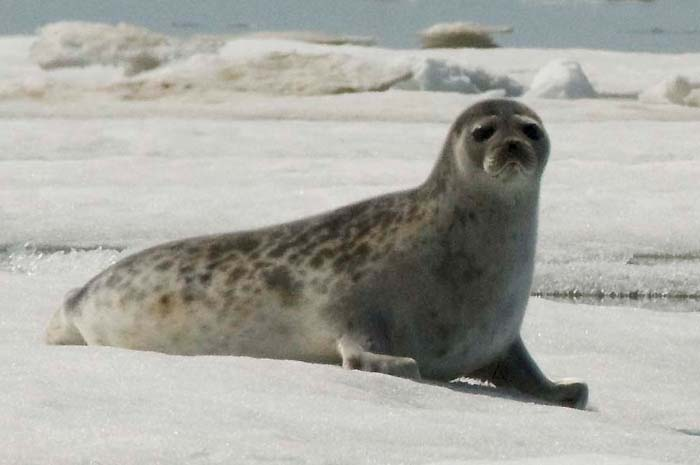
環斑海豹是海豹中體型最小的海豹，但幾乎是母熊和小熊賴以為生的獵物

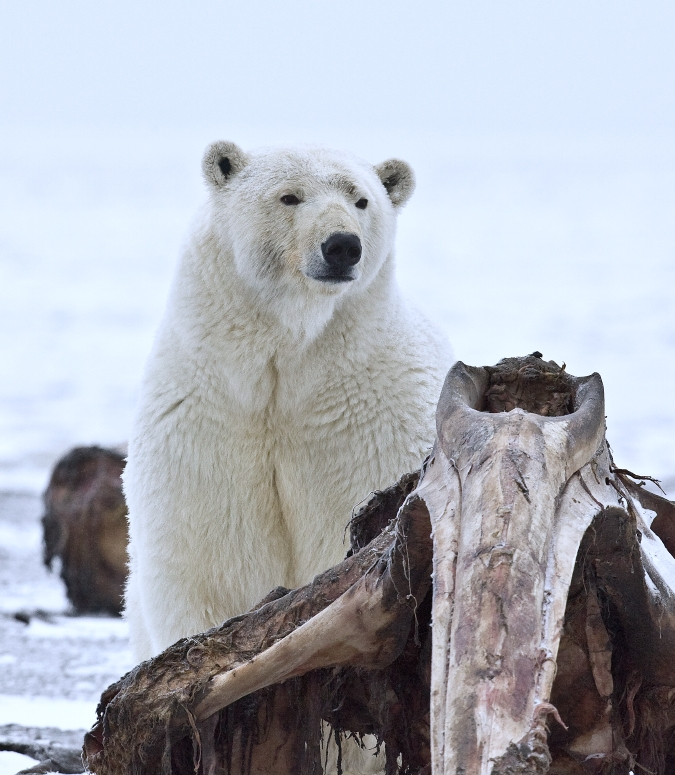
擱淺岸邊的鯨魚，常常是北極熊在無海豹可捕食時、賴以為生的食物來源

環斑海豹（Pusa hispida或Phoca hispida）是海豹中體型最小的海豹，成年長約4英尺（1.3公尺）、重約150磅（70公斤）。母熊、尤其是養有小熊的母熊，大多是獵捕環斑海豹為生。母熊帶著小熊剛離哺育洞穴時，也剛好是環斑海豹在海冰上產小海豹的時間。

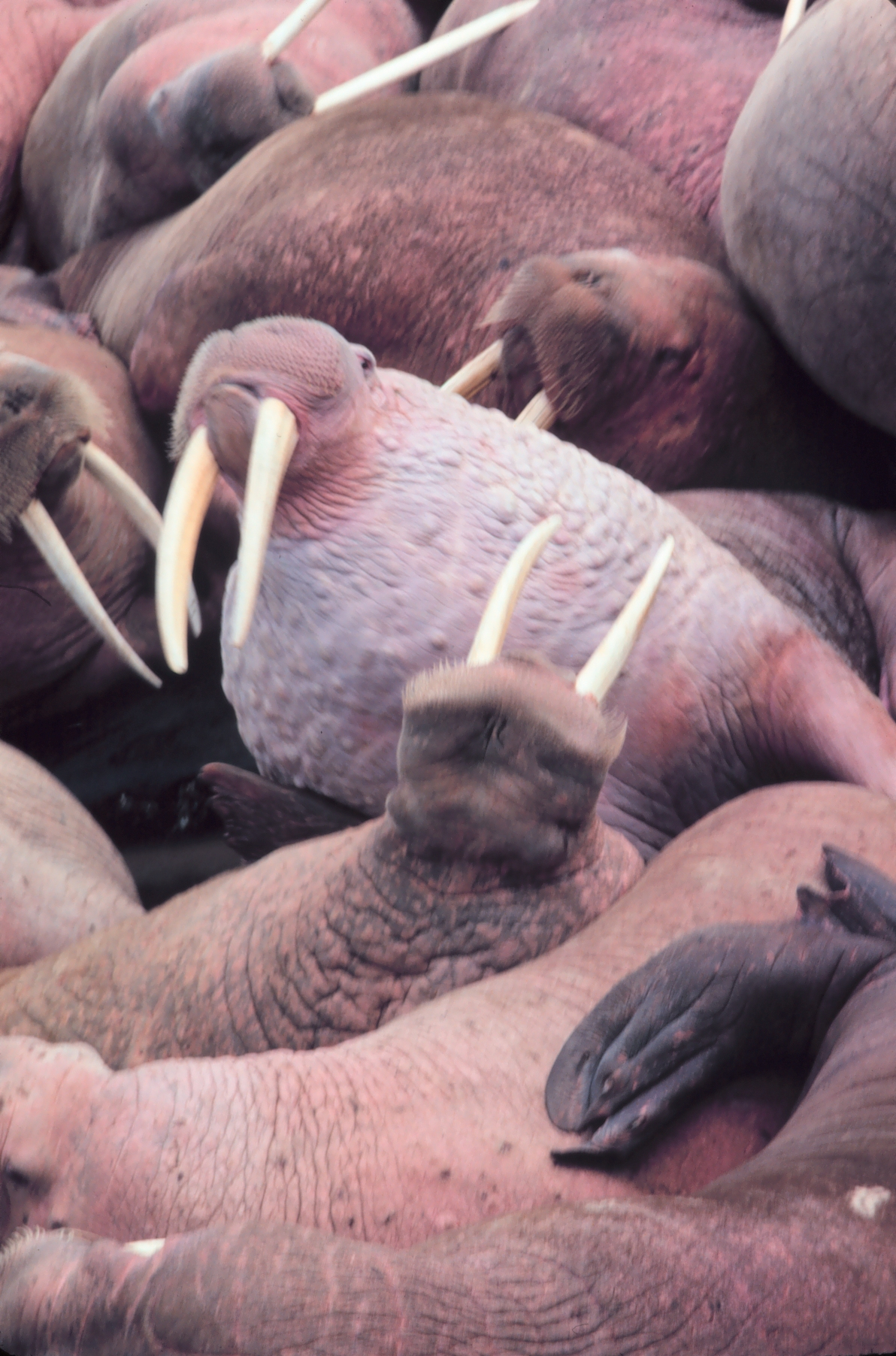
公海象可重達1700公斤、長達3公尺、有長牙、慣常群居，是非常危險的獵物，一般只有盛年壯碩的北極熊有膽挑戰，但也是不常發生

常見有影片、北極熊不停地在冰上嗅尋後，忽然站立起來，快速以兩隻前掌用力擊破地上的冰雪後，整個上半身立刻鑽進洞去追捕獵物，只露出圓圓的屁股和兩隻後腳撐在洞口，這時的獵物，多是環斑海豹。小海豹剛出生時的脂肪層不足，北極熊的最終目的是希望能獵取到成年母海豹，惟成年海豹的警覺性高、不易捕捉。
世界上現約有250萬隻環斑海豹。
髯海豹（Erignathus barbatus）是北邊海域中、體型最大的海豹。成年時可長約8英尺（2公尺以上）、重約900多磅（400多公斤），由於性喜在浮冰上小憩、又體型龐大，是體力好、狩獵技術佳的公熊最喜獵食的對象，一隻成年的髯海豹可提供一隻成年公熊一星期所需的脂肪。但剛出生或年輕的髯海豹也是母熊的重要獵物。世界上現約有75萬隻髯海豹 。
豎琴海豹（Pagophilus groenlandicus）以其身上的豎琴形狀斑紋為名。牠們的繁殖能力強，但在北極只有在部份的海冰域（以西俄羅斯、西北大西洋區為主）活動。成年時長約5.6英尺（1.7公尺）、重約280多磅（130公斤）。世界上現約有7佰萬隻豎琴海豹。
在有機會時，北極熊也會獵殺體型比自己壯碩兩倍以上、喜愛棲息海邊的海象，但風險很高，因為海象不但龐大、在受到攻擊時，象牙也是可以致敵人重傷的利器。受傷的熊不易捕獵，在北極嚴酷的環境下難以存活，因此多是壯年有力的大公熊才敢獵捕海象，但也不常發生
。記錄曾有因飢餓難耐、獵捕海象，而致重傷的北極熊。由於人類的過度捕殺，海象亦被列為瀕臨絕種的動物。如果全球暖化的情況不改善，北極熊因獵捕不到海豹、因飢餓而冒險獵捕海象的機率將會增高。
除此之外，北極熊幾乎有什麼吃什麼，會進食任何能夠被其獵殺或找到的食物，如擱淺死亡的鯨魚、岸邊的貝類或蟹等、甚至偶而冬天時，北極小型的白鯨在廣大的海冰上需要利用換氣洞藉以存活時，也會成為在旁守候的北極熊獵捕的對象。
也有影片拍到飢餓的北極熊由於找不到食物、冒著生命危險爬到懸岸上，設法吃到因季節遷移至北極繁育後代的鳥類所產下的蛋類。不止牠們的體型並不適合這種攀爬、有時會造成致命危險、並常常受到鳥類父母空中下來的嘴喙攻擊外，這些蛋因為體積過小，也無法維持他們的生存。
隨著海冰融化，北極圈之王北極熊的飲食習慣也可能改變。在夏季，海冰會消退，而北極熊的主要食物海豹也會減少。波蘭研究人員於2020年首度捕捉到北極熊狼吞虎嚥吃馴鹿的畫面。

### 壽命
野生的北極熊如果可以長為成熊，一般科學家追踪記錄顯示，平均壽命約有25歲。但圈養的北極熊有活過四十幾歲的記錄。正常情況下，小北極熊第一年的存活率約有50%，但由於近幾十年全球暖化太嚴重、北極熊生存環境被破壞、母熊不易捕食海豹餵養小熊，或無法有足夠乳汁餵養小熊，這個存活比率，已受到嚴酷的現實考驗。2003年到2007年間，有科學家在阿拉斯加追踪80隻小熊，發現只有兩隻小熊存活的記錄。
根據金氏世界紀錄，历史上最長壽的北極熊是多里斯，1991年去世时43岁。此外，还有生活在加拿大西部動物園的北極熊黛比，2008年去世时享年42歲。同時黛比為現存8種熊類中史上第三高齡。

## 面臨的危機

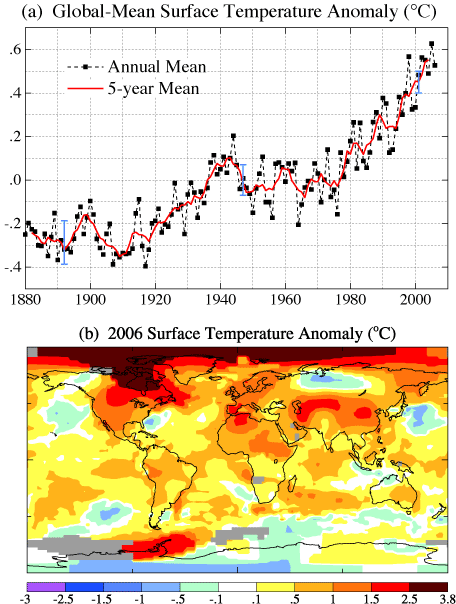
近一百年人為造成的全球暖化、平均溫度的上升（上圖），及各地域暖化的情況（下圖）。由下圖可看出，北極圈由於環境特殊之故，暖化的速度，會遠比其他地方快得多

現存的北極熊已面臨絕種危機，主要原因有下

### 全球暖化
北極熊面臨的危機中，影響最大、最立即的是全球暖化

。由于全球暖化發生速度極快，讓依赖北極海冰生存的北極熊，無法因應。北極熊需要海冰來捕食海豹、賴以生存，全球暖化嚴重地導致北極冰層大量地、快速地消失在過去25年來，夏季的海冰已多融化了超過50萬平方英里，相當於130萬平方公里，近台灣面積的40倍，比內蒙古自治區還大
，全面性威脅到整個北極圈生物生存。不止是北極熊需要海冰來生存，海豹也需要靠海冰來哺育他們的下一代。當海冰消失時，其他原本被海冰阻絕於外的海洋動物，如殺人鯨等、也會有機會進入原本牠們無法進入的北極區，進而又影響當地生態。
北極熊因全球暖化所造成的海冰減少、以致捕獵的機會降低、食物來源不足，科學家觀察追踪到的現象有：成熊平均體重的下降、小北極熊和年輕北極熊存活率嚴重降低、懷孕母熊的儲脂量減少、小熊平均孕育隻數減低等 。一般新聞可見的現象則有：北極熊冒險爬上懸岸覓食、冒淹死的危險長游覓食、闖進人類社區覓食、公熊追殺吃食小熊等等。
科學家認為，如果全球暖化的速率不減，可能在本世紀中，北極熊的數量會銳減2/3，本世紀末是否會全面滅絕，則是未可知。2022年12月23日，加拿大政府公布調查數據，轄下預計遷徙至西哈德遜灣（Western Hudson Bay）區域的北極熊族群，近5年內，數量急遽降低（與5年前族群總數相比，已減少總數的百分之27） 。

### 人為污染
如同全球暖化，人為所造成的污染，也整個影響及北極圈所有生物的健康與生態。

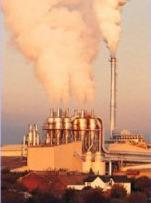
既使是在空氣中排放的污染物，最後都會經過水循環、帶到海洋中、污染整個生態

人類所排放的污染物，最後都會經過水循環帶到北極圈，影響所有的魚蝦貝及海藻類等。當海豹吃了受污染的魚蝦後，會把這些毒物存在體內，而北極熊吃了海豹後，又把這些有毒物質帶到體內。

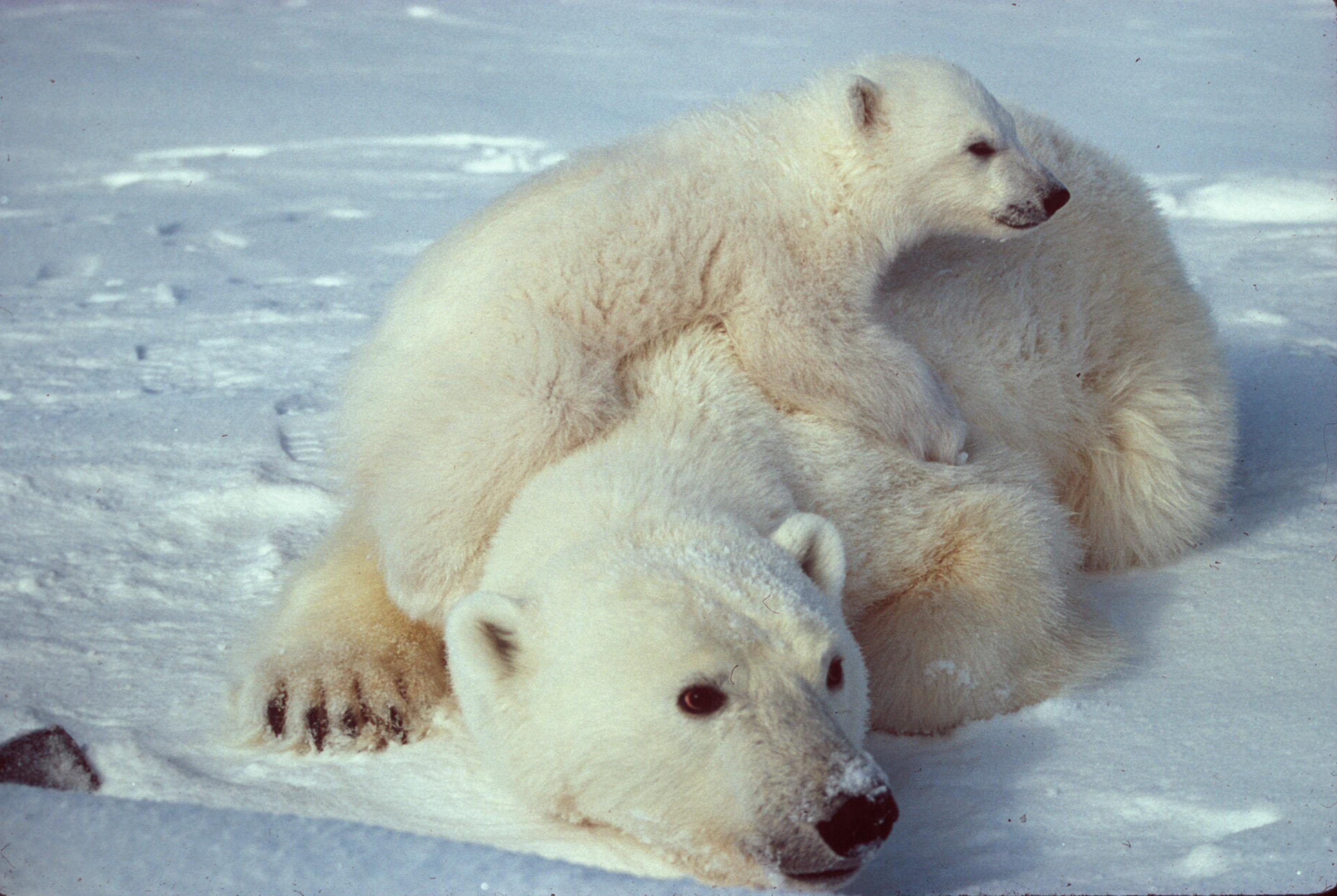
人為造成的污染、受到影響最大的是小北極熊，透過哺乳、牠們從母親身上收到各種有毒物質，容易造成天生的缺陷、或器官損壞，造成生存率更為低落

這些污染最嚴重的是不易分解的合成物，而這些合成物，很多又帶有會傷害器官的氯、氟、及溴等。具科學家化驗北極熊的體內污染，發現有超過兩佰多種有害合成物。很多的合成物，當肝臟代謝不掉時，會直接儲存在脂肪中。北極熊位於食物鏈的頂端、又仰賴豐厚的脂肪來生存，因此也是受害最深的動物。各式各樣的人為污染物，會損害其肝臟、腎臟、甲狀腺、骨質密度等等，而受影響最大的，又是小熊，因為牠們的母親在哺育的過程，會把有毒物質傳給小熊，尤其是母親脂肪含量不足時，有毒物質會更濃縮、當小熊的器官還未完全長成時，這些物質很可能會致命，更一步降低小熊的生存率、或造成其天生缺陷。
人類為快速養殖動植物所使用的荷爾蒙、成長激素等，也透過排水系統影響位在北極的北極熊。已有科學家發現部份的北極熊已出現畸形的幼熊與成熊
。

### 獵殺
以傳統方式獵殺北極熊，對北極圈的原住民，在過去的一萬年間，是重要的維生來源，並不致造成北極熊的滅絕。但北極熊在近百年來，受到來自各地的人類，因商業利益目的、或純粹娛興、以現代武器大規模射殺，使有些區域的北極熊，幾乎面臨全面性滅絕。這些獵殺在幾十年來，經過科學家和環保人士的努力奔走、呼籲各國簽定相關的法令後，已大量減少。如今，擁有北極熊的國家已彼此協議、以法律規定，只准原住民、以傳統方式限額獵殺，同時，大多國家已禁止任何人獵殺在哺育洞穴中的母熊、或儘量避免獵殺有小熊的母熊。

### 人類衝突
由於、北極熊覓食困難，加上人類移居到他們的棲息地域，北極熊、尤其是獵捕困難的母熊或沒有經驗年輕公熊，有時會闖入人類的社區中，而被人類射殺

。加拿大曼尼托巴邱吉爾鎮附近、經常有北極熊翻倒垃圾桶找尋食物。

### 礦產開發
在所有極地礦產的開發中，近海及深海的採油，對北極熊是潛在的、最致命的威脅，因為北極熊適合近海的淺水域，一旦有原油外洩、最易漂浮至近海、對所有當地生物、尤其是北極熊，會產生絕大衝擊

。北極熊是極愛乾淨的動物，有圈養的北極熊因為試著舔拭掉身上不意沾到的原油，而器官衰竭致死 。極地其他陸上礦產的開發，也會占據北極熊的原有棲地、產生有毒物質，並增加相關工作人員與北極熊間無可避免的衝突。

## 北極熊首都

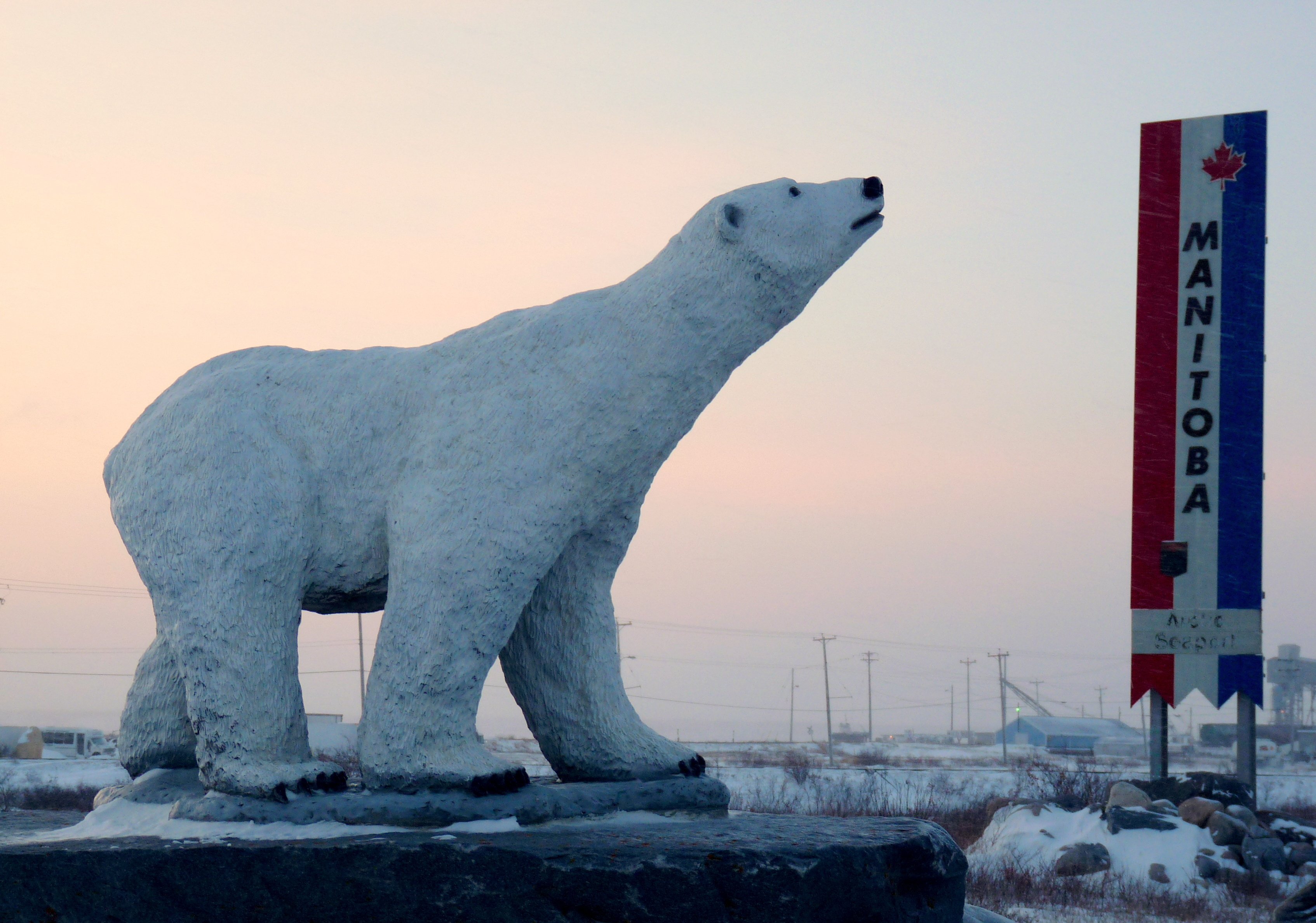
加拿大的邱吉爾鎮的北極熊像

加拿大的邱吉爾鎮是位於哈德森灣的港口，由於夏天時很多哈德森灣區的北極熊會游泳到南邊覓食與休息，直至十月底海冰重新凝結後再北上獵捕海豹。因此位在北極熊北上路徑的邱吉爾鎮自豪地稱自己是「世界北極熊首都」。
除了交配和母熊撫養小熊的期間外，北極熊一般被定義為獨居動物，在邱吉爾鎮聚居時，是人類少數可以觀察到北極熊彼此有社交互動的時候
。
早期鎮上居民和北極熊會有很大的衝突；但幾十年來，每年都有幾千名來自世界各地的遊客與攝影師特地到此觀看野生北極熊，反而帶動當地的經濟。鎮上因此有以北極熊為號召的各式活動，並發展出「北極熊警告系統」以減少人類因自保而射殺北極熊的事件。當地還成立了「北極熊監獄」，用來關太過靠近社區或太愛翻垃圾的北極熊。

## 文化與娛樂
很多公司如可口可樂使用北極熊的图像进行宣传。北極熊也出現在電視劇《Lost檔案》內，很多人相信牠與劇集內所提及的達摩計劃有關；而著名卡通片製片公司內尼爾凡納公司也是以北極熊作為製作徽標。

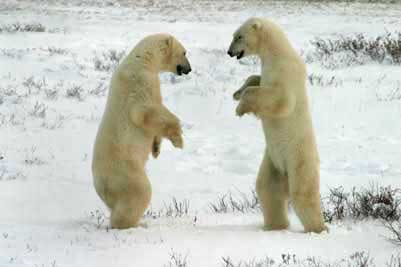
兩隻北極熊在加拿大曼尼托巴的邱吉爾鎮附近爭吵的情景
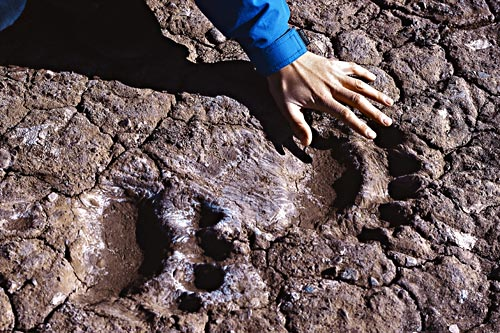
在斯瓦爾巴的北極熊的痕跡
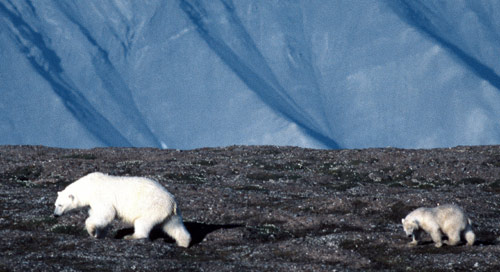
在斯瓦爾巴的一對母子北極熊
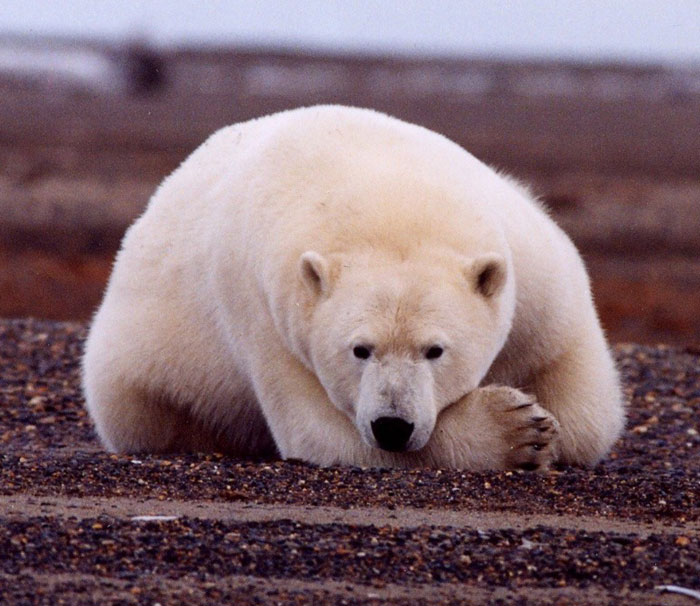
北極熊在休息的情景
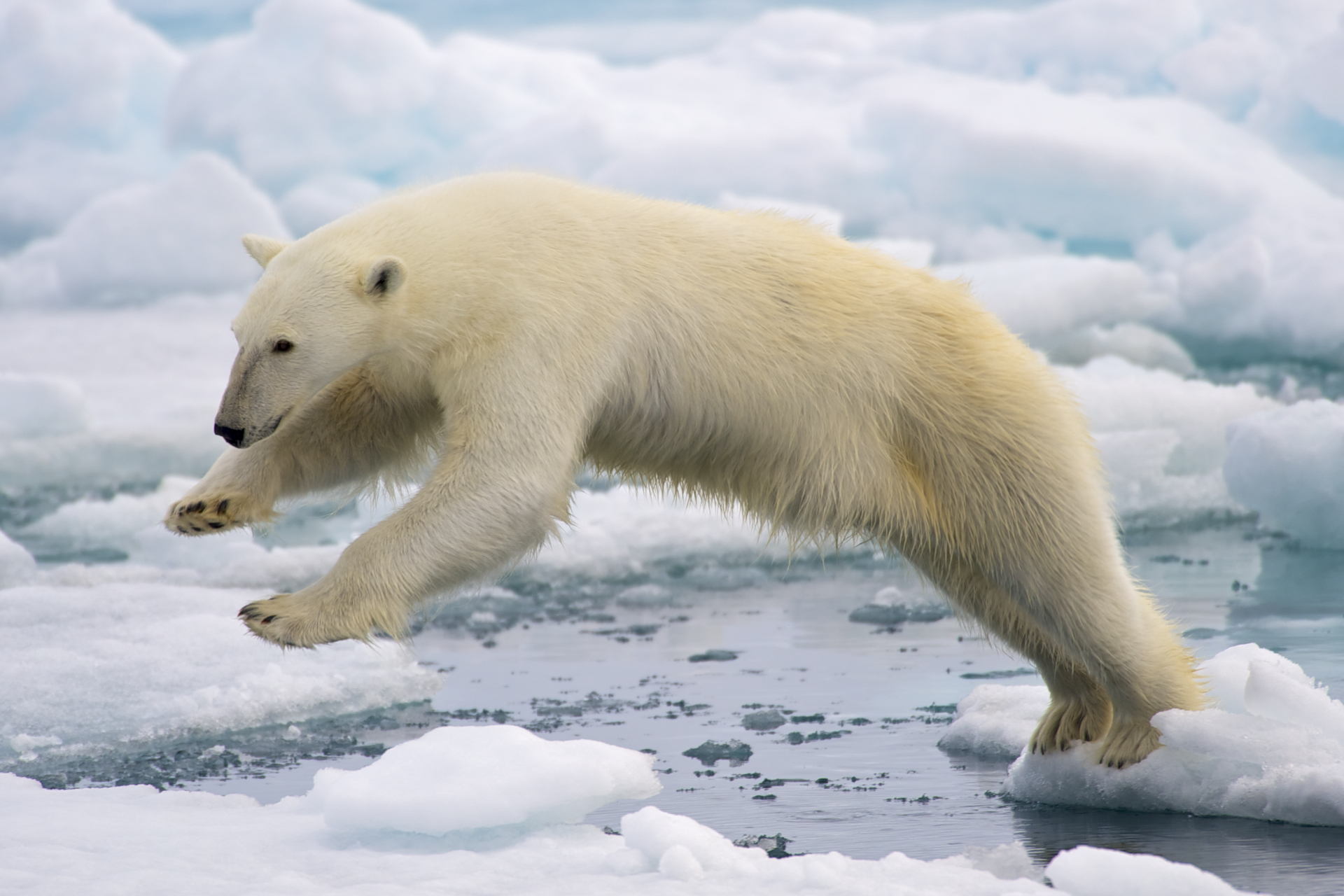
跳起來的北極熊（Ursus maritimus），攝於挪威斯瓦爾巴斯匹次卑爾根島。

## 世界重要的北極熊保育非營利組織
以下非營利組織，是世界重要的北極熊保育機構或單位。他們在北極熊保育工作上，各有不同的專業和貢獻。
- Polar Bear International 北極熊國際協會（暫譯），為專門致力於北極熊保育的組織，總部在加拿大。網頁：www.polarbearsinternational.org
- World Wildlife Fund Canada（WWF Canada）世界野生動物基金會加拿大總會（暫譯），為世界自然基金會的加拿大組織。為加拿大最大的野生動物保護協會之一，致力於環境保護、管理及復育的機構。網頁：wwf.ca
- WWF US（Worldwildlife.org）世界野生動物基金會美國總會（暫譯），為世界自然基金會的美國總會。為世界最大的野生動物保護協會之一，致力於環境保護、管理及復育的機構。網頁：Worldwildlife.org
- IUCN/SSC Polar Bear Specialist Group 國際自然保護聯盟、物種存續委員會中的北極熊專家組織。一般公認具權威性的北極熊專門研究組織。網頁：pbsg.npolar.no
- Center for Biological Diversity 生態多樣性保護組織（暫譯），致力於瀕臨絕種動物的會員組織，約有六十萬個會員，總部位於美國亞歷桑納州。網頁：biologicaldiversity.org
- National Wildwife Federation  全國野生動物聯盟（暫譯），為美國最大的野生動物保護組織之一。網頁：nwf.org
- RealClimate 真實氣候（暫譯），2004年由九位氣候科學專家所成立的部落格，致力於提供大眾及媒體深入的氣候相關資料。網頁：realclimate.org

### 著名北极熊
- 弗洛克
- 克努特

## 外部連結
- 北極熊的小城（页面存档备份，存于）
- 北極熊在新加坡變為綠色（页面存档备份，存于） BBC News報道
- 北極熊國際協會（页面存档备份，存于），北極熊監察組織
- 聖地牙哥動物園
- 生物多樣性（页面存档备份，存于）
- The WWF Polar Bear Tracker（页面存档备份，存于），使用衛星跟蹤北極熊痕跡
- Polar Cam，聖地牙哥動物園的北極熊的即時片段。每天09:00至16:00在線(UTC-8時間)
- The Polar Bear Cam（页面存档备份，存于），加拿大曼尼托巴·邱吉爾附近的北極熊的即時片段及圖片。只在10月至11月在線。
- 斯匹茨卑爾根群島上北極熊的圖片
- 維基百科北極熊即時動態 - 放在外部伺服器